# Yves Léonard
Pour les articles homonymes, voir Léonard.
 (octobre 2022).
La mise en forme du texte ne suit pas les recommandations de Wikipédia : il faut le « wikifier ».
Les points d'amélioration suivants sont les cas les plus fréquents. Le détail des points à revoir est peut-être précisé sur la page de discussion.
- Les titres sont pré-formatés par le logiciel. Ils ne sont ni en capitales, ni en gras.
- Le texte ne doit pas être écrit en capitales (les noms de famille non plus), ni en gras, ni en italique, ni en « petit »…
- Le gras n'est utilisé que pour surligner le titre de l'article dans l'introduction, une seule fois.
- L'italique est rarement utilisé : mots en langue étrangère, titres d'œuvres, noms de bateaux, etc.
- Les citations ne sont pas en italique mais en corps de texte normal. Elles sont entourées par des guillemets français : « et ».
- Les listes à puces sont à éviter, des paragraphes rédigés étant largement préférés. Les tableaux sont à réserver à la présentation de données structurées (résultats, etc.).
- Les appels de note de bas de page (petits chiffres en exposant, introduits par l'outil «  Source ») sont à placer entre la fin de phrase et le point final[comme ça].
- Les liens internes (vers d'autres articles de Wikipédia) sont à choisir avec parcimonie. Créez des liens vers des articles approfondissant le sujet. Les termes génériques sans rapport avec le sujet sont à éviter, ainsi que les répétitions de liens vers un même terme.
- Les liens externes sont à placer uniquement dans une section « Liens externes », à la fin de l'article. Ces liens sont à choisir avec parcimonie suivant les règles définies. Si un lien sert de source à l'article, son insertion dans le texte est à faire par les notes de bas de page.
- La présentation des références doit suivre les conventions bibliographiques. Il est recommandé d'utiliser les modèles {{Ouvrage}}, {{Chapitre}}, {{Article}}, {{Lien web}} et/ou {{Bibliographie}}. Le mode d'édition visuel peut mettre en forme automatiquement les références.
- Insérer une infobox (cadre d'informations à droite) n'est pas obligatoire pour parachever la mise en page.

Pour une aide détaillée, merci de consulter Aide:Wikification.
Si vous pensez que ces points ont été résolus, vous pouvez retirer ce bandeau et améliorer la mise en forme d'un autre article.
Yves Léonard, né le 17 janvier 1961 à Paris 12e, est un historien français, spécialiste du Portugal.
Il est membre du Centre d'histoire de Sciences Po (CHSP) et chercheur-associé à l’université de Rouen-Normandie.

## Biographie
Après des études secondaires au lycée Arago puis en classes préparatoires aux grandes écoles au lycée Henri-IV à Paris, il est reçu en 1980 à l’Institut d'études politiques de Paris dont il est diplômé en 1983 (section service public). Admissible au concours externe d’entrée à l’ENA en 1984 et 1986, il est également titulaire d’une licence d’histoire à l’université Paris IV-Sorbonne.
Reçu fin 1987 au concours de chargé d’études au secrétariat général du Gouvernement, il travaille jusqu’en 1997 à la direction de la Documentation française, principalement comme rédacteur de la revue Les Cahiers français dont il dirige plusieurs numéros.
En 1993, il obtient un DEA d’histoire du XXe siècle à Sciences Po, sous la direction de Serge Berstein. Celui-ci dirige sa thèse de doctorat qu’il soutient début 2011 à Sciences Po (« Salazarisme, nationalisme et idée coloniale au Portugal »). En décembre 2023, il obtient son Habilitation à diriger des recherches (HDR) à Sorbonne Université.
Attaché temporaire d’enseignement et de recherche en histoire à Sciences Po de 1997 à 2000, boursier de l’Institut Camões, il enseigne à Sciences Po depuis 1997 (campus de Paris et de Poitiers), chercheur-associé au CHEVS (Centre d’histoire de l’Europe du vingtième siècle) de 1998 à 2005, et membre correspondant du Centre d’histoire de Sciences Po depuis 2005.
Il a donné des cours de licence 3e année à l’université Paris 3-Sorbonne nouvelle (1995-2001) et à l’université de Rouen-Normandie (2020-2022), où il est chercheur-associé au GRHis depuis 2020.
En septembre 2000, il réintègre la Documentation française, avant de se tourner vers les collectivités territoriales où il mène sa carrière depuis début 2002, tout en s'installant en Normandie (Eure et Seine-Maritime).
Détaché au conseil départemental de l'Eure, comme directeur de l’éducation, de la jeunesse et du sport (jusqu’en juin 2005), il enchaîne alors plusieurs postes en rapport avec les collectivités locales, comme secrétaire général de l’Association des maires de grandes villes de France (2005-2007, aujourd’hui France urbaine), directeur de la citoyenneté au conseil départemental de Seine-Maritime (2007-2009) et conseiller au cabinet du président de la communauté d'agglomération de Rouen (CREA), jusqu’en 2012.
Il est alors détaché au sein du groupe EDF, principalement comme conseiller auprès du directeur interrégional Manche-Mer du Nord d’ERDF (devenue Enedis) jusqu’à fin 2015. Puis à la Caisse des Dépôts (jusqu’à l’été 2020), comme responsable du service Veille et Conseils au sein de la direction du réseau et des territoires, puis comme chargé de la communication et de la coordination régionales à la direction Normandie. De l'été 2020 à l'été 2023, il est chargé de mission à la Métropole Rouen Normandie, comme délégué au projet des Musées littéraires, puis comme chargé des politiques de rayonnement de la Métropole.

## Domaines de recherche et publications
La plupart de ses travaux de recherche et publications sont consacrés à l’histoire du Portugal, fruits d’une passion pour ce pays depuis l’été de ses vingt ans et où il a vécu. En 1994, il publie à la Documentation francaise Le Portugal, vingt ans après la Révolution des œillets, puis, en 1996, Salazarisme et fascisme aux Éditions Chandeigne avec une préface de Mário Soares, ouvrage traduit au Portugal en 1998 et réédité en 2020 avec une postface inédite.
Membre de la revue Lusotopie jusqu’en 2002, il coorganise fin 1996 un colloque à l’École Pratique des Hautes Études (IVe section) avec Dejanirah Couto et Armelle Enders intitulé « Lusotropicalisme : idéologies coloniales et identités nationales dans les mondes lusophones ». Puis, en mars 1997, il organise à Sciences Po, le colloque « Le Portugal sous l’Estado Novo de Salazar », présidé par Mário Soares et René Rémond.
Invité à de nombreuses reprises au Portugal comme conférencier et intervenant, il a été membre du jury en histoire de la Fondation pour la Science et la Technologie (FCT, Lisbonne) pour l’attribution de contrats de recherche, de 2019 à 2021, jury qu'il a présidé en 2023.
En 2016, il a publié une Histoire du Portugal contemporain (Chandeigne), préfacée par Jorge Sampaio, ancien président de la République portugaise, et traduite en portugais en 2017 chez Objectiva. Une 3e édition mise à jour a été publiée en 2021.
En 2019, il a refondu et actualisé une Histoire du Portugal publiée en 1994 par Albert-Alain Bourdon. Une 3e édition mise à jour a été publiée chez Chandeigne en septembre 2022.
En mai 2022 sort chez Tallandier son Histoire de la nation portugaise.
En avril 2023, il publie chez Chandeigne Sous les œillets la révolution, une histoire synthétique du 25 avril au Portugal.
En avril 2024 sort chez Perrin sa biographie Salazar, le dictateur énigmatique, également publiée au Portugal chez Edições 70.
En marge de ses travaux sur le Portugal, il s’est également intéressé à l’histoire du sport, auteur en 2003 d’une histoire politique du Tour de France, avec Jean-Luc Bœuf, La République du Tour de France (Éditions du Seuil) . Il a également co-dirigé la publication des actes du colloque Pierre Mendès France et la démocratie locale (Presses Universitaires de Rennes, 2004), colloque organisé par le Conseil départemental de l'Eure en 2002.

## Autres activités

### Médias
Spécialiste du Portugal, il est régulièrement invité sur France Culture et France Inter . Il collabore également à des médias en ligne comme Le Grand Continent  et AOC .

### Mandats électifs
Il s’est engagé au Parti socialiste, occupant les fonctions de premier secrétaire fédéral de l’Eure et membre du Conseil national, de 2008 à 2012. Élu local de 2008 à 2015, il a été adjoint au maire de Pont-Audemer, dans l’Eure (jusqu’en mars 2014) et conseiller régional de Haute-Normandie (mars 2010- décembre 2015), délégué à l’enseignement supérieur et président de la Cité des Métiers (2013-2015).

### Décoration
Il est commandeur de l’ordre du Mérite de la République portugaise (promotion du 30e anniversaire de la révolution des Œillets, 25 avril 2004).